# Manuela Malejevová
Manuela Georgijevna Malejevová (bulharsky Мануела Георгиева Малеева), provdaná Malejevová-Fragnièreová (* 14. února 1967, Sofie) je bývalá bulharská profesionální tenistka, hrající na okruhu WTA v letech 1982 až 1994, na němž vyhrála 19 titulů ve dvouhře a 4 ve čtyřhře. Na Letních olympijských hrách 1988 v Soulu získala bronzovou medaili v singlu.
V roce 1982 zvítězila na juniorce French Open a o dva roky později vybojovala svůj jediný seniorský grandslamový titul, když společně s Američanem Tomem Gulliksonem triumfovali ve smíšené čtyřhře na US Open.
Na žebříčku WTA byla nejvýše klasifikována ve dvouhře na 3. místě (únor 1985) a ve čtyřhře na 11. místě (srpen 1993). Poté, co se 28. listopadu 1987 vdala za švýcarského tenistu a svého trenéra Francoise Fragnièra, také reprezentovala Švýcarsko, v němž se stala nejlepší sportovkyní země pro rok 1993.
Spolu s Jakobem Hlaskem získala pro Švýcarsko v roce 1992 Hopmanův pohár. Ve Fed Cupu pak s bulharským týmem v letech 1985 a 1987 postoupila do semifinále.

## Osobní život
Její dvě sestry byly též profesionálními tenistkami. Všechny tři se prosadily do první desítky žebříčku WTA ve dvouhře. Katerina (nar. 1969) byla nejvýše na 6. místě a Magdalena (nar. 1975) na 4. příčce, což je činí výjimečnou rodinou v celé tenisové historii. Matkou je Julia Berberyanová, v 60. letech nejlepší bulharská tenisová hráčka – devítinásobná mistryně země, která pochází z prominentní arménské rodiny. Otec George Malejev byl reprezentantem v basketbalu.

## Finále na Grand Slamu (1)

### Smíšená čtyřhra – výhry (1)
| Rok  | Turnaj  | Povrch | Spoluhráč     | Finalisté                           | Výsledek      |
| 1984 | US Open | tvrdý  | Tom Gullikson | Elizabeth Smylieová John Fitzgerald | 2–6, 7–5, 6–4 |

## Vítězka na okruhu WTA (23)

### Dvouhra (19)
| Legenda (dvouhra)    |
| -------------------- |
| Grand Slam (0)       |
| WTA Championship (0) |
| Tier I (1)           |
| Tier II (0)          |
| Tier III (3)         |
| Tier IV (3)          |
| Tier V (4)           |
| VS (8)               |

| Č.  | Datum             | Turnaj                             | Povrch      | Finalistka                 | Výsledek         |
| 1.  | 7. května 1984    | Lugano Švýcarsko                   | antuka      | Iva Budařová               | 6–1, 6–1         |
| 2.  | 21. května 1984   | Perugia, Itálie                    | antuka      | Chris Evertová             | 6–3, 6–3         |
| 3.  | 6. srpna 1984     | Indianapolis, USA                  | antuka      | Lisa Bonderová             | 6–4, 6–3         |
| 4.  | 12. listopadu1984 | Tokio, Japonsko                    | antuka (h)  | Hana Mandlíková            | 6–1, 1–6, 6–4    |
| 5.  | 10. prosince 1984 | Tokio, Japonsko                    | koberec (h) | Claudia Kohdeová-Kilschová | 6–0, 6–1         |
| 6.  | 9. prosince 1985  | Tokio, Japonsko (Pan Pacific Open) | koberec (h) | Bonnie Gaduseková          | 7–6(2), 3–6, 7–5 |
| 7.  | 30. března 1987   | Charleston, USA                    | antuka      | Raffaella Reggiová         | 5–7, 6–2, 6–3    |
| 8.  | 24. srpna 1987    | Mahwah, USA                        | tvrdý       | Sylvia Haniková            | 6–2, 6–2         |
| 9.  | 29. února 1988    | Wichita, USA                       | tvrdý (h)   | Sylvia Hanikaová           | 7–6(5), 7–5      |
| 10. | 12. září 1988     | Phoenix, USA                       | tvrdý       | Dinky Van Rensburgová      | 6–3, 4–6, 6–2    |
| 11. | 12. března 1989   | Indian Wells, USA                  | tvrdý       | Jenny Byrneová             | 6–4, 6–1         |
| 12. | 22. května 1989   | Ženeva, Švýcarsko                  | antuka      | Conchita Martínezová       | 6–4, 6–0         |
| 13. | 11. února 1991    | Linec, Rakousko                    | koberec (h) | Petra Langrová             | 6–4, 7–6(1)      |
| 14. | 20. května 1991   | Ženeva, Švýcarsko                  | antuka      | Helen Kelesiová            | 6–3, 3–6, 6–3    |
| 15. | 23. září 1991     | Bayonne, Francie                   | koberec (h) | Leila Meschiová            | 4–6, 6–3, 6–4    |
| 16. | 28. září 1992     | Bayonne, Francie                   | koberec (h) | Nathalie Tauziatová        | 6–7(4), 6–2, 6–3 |
| 17. | 22. února 1993    | Linec, Rakousko                    | koberec (h) | Conchita Martínezová       | 6–2, 1–0 skreč   |
| 18. | 4. října 1993     | Zürich, Švýcarsko                  | koberec (h) | Martina Navrátilová        | 6–3, 7–6(1)      |
| 19. | 7. února 1994     | Osaka, Japonsko                    | koberec (h) | Iva Majoliová              | 6–1, 4–6, 7–5    |

### Čtyřhra (4)
| Legenda (čtyřhra)    |
| -------------------- |
| Grand Slam (0)       |
| WTA Championship (0) |
| Tier I (0)           |
| Tier II (1)          |
| Tier III (0)         |
| Tier IV (0)          |
| Tier V (1)           |
| VS (2)               |

| Č. | Datum             | Turnaj               | Povrch      | Spoluhráčka         | Finalistky                             | Výsledek      |
| 1. | 22. července 1985 | Indianapolis, USA    | antuka      | Katerina Malejevová | Penny Bargová Magerová Paula Smithová  | 3–6, 6–3, 6–4 |
| 2. | 6. července 1987  | Knokke-Heist, Belgie | antuka      | Bettina Bungeová    | Kathleen Horvathová Marcella Meskerová | 4–6, 6–4, 6–4 |
| 3. | 11. února 1991    | Linec, Rakousko      | koberec (h) | Raffaella Reggiová  | Petra Langrová Radka Zrubáková         | 6–4, 1–6, 6–3 |
| 4. | 5. dubna 1993     | Amelia Island, USA   | antuka      | Leila Meschiová     | Amanda Coetzerová Inés Gorrochategui   | 3–6, 6–3, 6–4 |

## Finalistka na okruhu WTA (25)

### Dvouhra (18)
| Legenda (dvouhra)    |
| -------------------- |
| Grand Slam (0)       |
| WTA Championship (0) |
| Tier I (1)           |
| Tier II (0)          |
| Tier III (4)         |
| Tier IV (2)          |
| Tier V (0)           |
| VS (11)              |

| Č.  | Datum              | Turnaj                  | Povrch      | Vítězka              | Výsledek         |
| 1.  | 30. ledna 1984     | Houston, USA            | koberec (h) | Hana Mandlíková      | 6–4, 6–2         |
| 2.  | 7. ledna 1985      | Washington, D.C., USA   | koberec (h) | Martina Navrátilová  | 6–3, 6–2         |
| 3.  | 20. května 1985    | Lugano                  | antuka      | Bonnie Gaduseková    | 6–4, 6–2         |
| 4.  | 21. října 1985     | Brighton, UK            | koberec (h) | Chris Evertová       | 7–5, 6–3         |
| 5.  | 11. listopadu 1985 | Tokio, Japonsko         | koberec (h) | Chris Evertová       | 7–5, 6–0         |
| 6.  | 19. května 1986    | Lugano, Switzerland     | antuka      | Raffaella Reggiová   | 5–7, 6–3, 7–6(6) |
| 7.  | 9. června 1986     | Birmingham, UK          | tráva       | Pam Shriverová       | 6–2, 7–6(0)      |
| 8.  | 8. září 1986       | Tokio, Japonsko         | koberec (h) | Steffi Grafová       | 6–4, 6–2         |
| 9.  | 6. dubna 1987      | Hilton Head Island, USA | antuka      | Steffi Grafová       | 6–4, 6–1         |
| 10. | 18. května 1987    | Ženeva, Švýcarsko       | antuka      | Chris Evertová       | 6–3, 4–6, 6–2    |
| 11. | 14. září 1987      | Tokio, Japonsko         | koberec (h) | Gabriela Sabatini    | 6–4, 7–6(6)      |
| 12. | 17. října 1988     | Zürich, Švýcarsko       | koberec (h) | Pam Shriverová       | 6–3, 6–4         |
| 13. | 24. října 1988     | Brighton, UK            | koberec (h) | Steffi Grafová       | 6–2, 6–0         |
| 14. | 12. února 1990     | Chicago, USA            | koberec (h) | Martina Navrátilová  | 6–3, 6–2         |
| 15. | 26. března 1990    | San Antonio, USA        | tvrdý       | Monika Selešová      | 6–4, 6–3         |
| 16. | 6. srpna 1990      | San Diego, USA          | tvrdý       | Steffi Grafová       | 6–3, 6–2         |
| 17. | 22. dubna 1991     | Barcelona, Španělsko    | antuka      | Conchita Martínezová | 6–4, 6–1         |
| 18. | 6. července 1992   | Kitzbühel, Rakousko     | antuka      | Conchita Martínezová | 6–0, 3–6, 6–2    |

### Čtyřhra (7)
| Legenda (čtyřhra)    |
| -------------------- |
| Grand Slam (0)       |
| WTA Championship (0) |
| Tier I (0)           |
| Tier II (2)          |
| Tier III (1)         |
| Tier IV (1)          |
| Tier V (0)           |
| VS (3)               |

| Č. | Datum             | Turnaj                             | Povrch      | Spoluhráčka          | Vítězky                                           | Výsledek         |
| 1. | 29. dubna 1985    | Houston, USA                       | antuka      | Helena Suková        | Elise Burginová Martina Navrátilová               | 6–1, 3–6, 6–3    |
| 2. | 6. září 1985      | Tokio, Japonsko                    | koberec (h) | Katerina Malejevová  | Bettina Bungeová Steffi Grafová                   | 6–1, 6–7(4), 6–2 |
| 3. | 14. září 1987     | Tokio, Japonsko (Pan Pacific Open) | koberec (h) | Katerina Malejevová  | Anne Whiteová Robin White                         | 6–1, 6–2         |
| 4. | 20. května 1991   | Geneva, Švýcarsko                  | antuka      | Cathy Caverzasio     | Nicole Bradtke Elizabeth Sayers Smylie            | 6–1, 6–2         |
| 5. | 8. února 1993     | Osaka, Japonsko                    | koberec (h) | Magdalena Malejevová | Jana Novotná Larisa Savčenková                    | 6–1, 6–3         |
| 6. | 19. dubna 1993    | Barcelona, Španělsko               | antuka      | Magdalena Malejevová | Conchita Martínezová Arantxa Sánchezová Vicariová | 4–6, 6–1, 6–0    |
| 7. | 26. července 1993 | Stratton Mountain, USA             | tvrdý       | Mercedes Pazová      | Elizabeth Sayers Smylie Helena Suková             | 6–1, 6–2         |

## Chronologická tabulka účastí na Grand Slamu ve dvouhře
| Legenda | Legenda                                   | Legenda | Legenda                     |
| ------- | ----------------------------------------- | ------- | --------------------------- |
| SR      | poměr vyhraných turnajů ku všem odehraným | W–L V–P | výhry–prohry                |
| NH      | daný rok se turnaj nekonal                | A       | turnaje se hráč nezúčastnil |
| 1Q / LQ | prohra v (kole) kvalifikace               | 1k / 1R | prohra v daném kole turnaje |
| QF / ČF | prohra ve čtvrtfinále                     | SF      | prohra v semifinále         |
| F       | prohra ve finále                          | Vítěz   | vítězství v turnaji         |

| Turnaj          | 1982  | 1983  | 1984  | 1985  | 1986  | 1987  | 1988  | 1989  | 1990  | 1991  | 1992  | 1993  | 1994  | Celkově SR |
| --------------- | ----- | ----- | ----- | ----- | ----- | ----- | ----- | ----- | ----- | ----- | ----- | ----- | ----- | ---------- |
| Australian Open | 3k    | A     | A     | QF    | NH    | 4k    | A     | A     | A     | 2k    | QF    | 4k    | QF    | 0 / 7      |
| French Open     | 2k    | 3k    | 4k    | QF    | 3k    | QF    | 3k    | QF    | QF    | 2k    | 3k    | 3k    | A     | 0 / 12     |
| Wimbledon       | 2k    | 2k    | QF    | 4k    | 4k    | 2k    | 1k    | A     | 1k    | A     | 3k    | 3k    | A     | 0 / 10     |
| US Open         | 3k    | 3k    | 1k    | 4k    | QF    | 4k    | QF    | QF    | QF    | 4k    | SF    | SF    | A     | 0 / 12     |
| SR              | 0 / 4 | 0 / 3 | 0 / 3 | 0 / 4 | 0 / 3 | 0 / 4 | 0 / 3 | 0 / 2 | 0 / 3 | 0 / 3 | 0 / 4 | 0 / 4 | 0 / 1 | 0 / 41     |